# “O”-Csong.Pan.Hap
Az “O”-Csong.Pan.Hap. (handzsával: “O”-正.反.合) a TVXQ együttes harmadik koreai nagylemeze, melyet 2006-ban adtak ki. A lemez címének jelentése „O–tézis.antitézis.szintézis.”, Hegel elméletére utalva. 349 317 darabot adtak el belőle, amivel az év legsikeresebb albuma volt.

## Számlista
| 1.  | O-正.反.合.                                                                 | 유영진 Ju Jongdzsin            | Ju Jongdzsin                     | 04:16 |
| 2.  | 세상에 단 하나뿐인 마음 Szeszange tan hanappunin maum (You're my miracle)   | 김영후 Kim Jonghu              | Kim Jonghu                       | 03:59 |
| 3.  | Hey! Girl                                                                   | Ju Jongdzsin                   | Ju Jongdzsin, 유한진 Ju Handzsin | 04:18 |
| 4.  | Get Me Some                                                                 | Tommy La Verdi, Daniel Pandher | Tommy La Verdi, Daniel Pandher   | 03:29 |
| 5.  | I'll Be There                                                               | 황성제 Hvang Szongdzse         | Hvang Szongdzse                  | 04:29 |
| 6.  | Remember                                                                    | 김정배 Kim Dzsongbe            | Kenzie                           | 04:16 |
| 7.  | 이제 막 시작된 이야기 Idzse mak sidzsaktön ijagi (The story has just begun) | 박창학 Pak Cshanghak           | 윤상 Jun Szang                   | 04:13 |
| 8.  | On&On                                                                       | Kim Jonghu, Emanuel Officer    | Carsten Lindberg, Joachim Svare  | 04:25 |
| 9.  | Phantom 환영(幻影) Hvangjong                                                | Kim Dzsongbe                   | Kenzie                           | 03:23 |
| 10. | You Only Love                                                               | 이윤재 I Jundzse               | I Jundzse                        | 03:11 |
| 11. | 풍선 Phungszon (Balloons)                                                   | 이두헌 I Duhon                 | 김성호 Kim Szongho               | 03:49 |
| 12. | 네 곁에 숨쉴 수 있다면 Ne kjothe szumszül szu ittdamjon                     | Xiah Junsu                     | Xiah Junsu                       | 04:27 |
| 13. | Get me some (New Ver.)                                                      | Tommy La Verdi, Daniel Pandher | Tommy La Verdi, Daniel Pandher   | 03:30 |
| 14. | 풍선 Phungszon (Balloons) (New Ver.)                                        | I Duhon                        | Kim Szongho                      | 03:49 |